# Mount Timosthenes
Mount Timosthenes är ett berg i Antarktis. Det ligger i Västantarktis. Argentina, Chile och Storbritannien gör anspråk på området. Toppen på Mount Timosthenes är 1 532 meter över havet.
Terrängen runt Mount Timosthenes är varierad. Trakten är obefolkad. Det finns inga samhällen i närheten.